# Jenny Shimizu

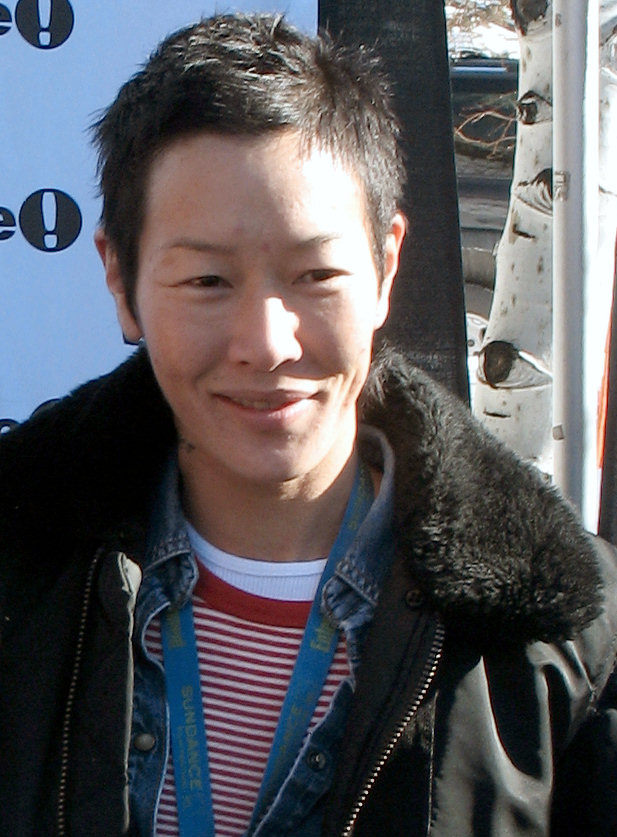
Jenny Shimizu in 2006

Jenny Shimizu (San José, Californië, 16 juni 1967) is een Amerikaans model van Japanse komaf. Zij werd onder meer bekend door haar werk voor Calvin Klein, Versace en de kalender van Pirelli. Karakteristiek is haar butch-uiterlijk en een grote tatoeage van een schaars geklede vrouw op haar rechterbovenarm.
Shimizu werd geboren in San José en groeide op in Santa Maria. Ze bezocht de California State University met behulp van een sportbeurs. Ze had belangstelling voor motortechniek en toen ze verhuisde naar Los Angeles was dat om haar droom van een eigen garage te verwezenlijken. Ze werd daar echter gescout door een modellenbureau dat op zoek was naar een nieuw gezicht voor de Calvin Klein campagne CK One. Vanaf dat moment heeft ze modeshows gelopen voor verschillende grote ontwerpers, zoals Jean Paul Gaultier, Prada, Calvin Klein, Anna Sui en Versace. Daarnaast werkte ze ook als fotomodel en was ze te zien in videoclips van Madonna, Neneh Cherry en Terence Trent D'Arby. Met haar werk doorbrak ze het vrouwelijke stereotype en vergrootte ze de zichtbaarheid van Aziatische vrouwen en lesbiennes.
Na haar modellencarrière is ze zich meer gaan toeleggen op film. Ze speelde mee in de verfilming van Joyce Carol Oates' boek Foxfire (1996), The New Women (2001) en Itty Bitty Titty Committee (2007). Eind 2007 zal ze te zien zijn in het derde seizoen van televisieserie Dante's Cove als de directe tegenspeelster van Michelle Wolff.
Shimizu staat bekend om haar relaties met bekende vrouwen: Ze maakte zelf bekend dat ze sinds hun samenwerking in Foxfire acht jaar lang een affaire had met Angelina Jolie. Ook had ze lange tijd een verhouding met Madonna. In 2006 had ze enige tijd een relatie met Rebecca Loos.
In 2006 ontving ze op het Philadelphia International Gay & Lesbian Film Festival de Lesbian Icon Award.
- Gemeinsame Normdatei: 1190384604
- International Standard Name Identifier: 0000 0000 7131 9474
- Library of Congress Control Number: no2009142788
- Virtual International Authority File: 100770288
- WorldCat: E39PBJxGYM9RWCDbFMhgd6Qpfq